# Liste der Fahnenträger der tansanischen Mannschaften bei Olympischen Spielen
Die Liste der Fahnenträger der tansanischen Mannschaften bei Olympischen Spielen listet chronologisch alle Fahnenträger tansanischer Mannschaften bei den Eröffnungs- (EF) und Abschlussfeiern (AF) Olympischer Spiele auf.

## Liste der Fahnenträger
| Mannschaft             | Veranstaltung | Fahnenträger (EF)   | Fahnenträger (AF) |
| ---------------------- | ------------- | ------------------- | ----------------- |
| 1964 in Tokio          | Sommerspiele  |                     |                   |
| 1968 in Mexiko-Stadt   | Sommerspiele  |                     |                   |
| 1972 in München        | Sommerspiele  | Claver Kamanya      |                   |
| 1980 in Moskau         | Sommerspiele  |                     |                   |
| 1984 in Los Angeles    | Sommerspiele  | Michael Nassoro     |                   |
| 1988 in Seoul          | Sommerspiele  | Ikaji Salum         |                   |
| 1992 in Barcelona      | Sommerspiele  |                     |                   |
| 1996 in Atlanta        | Sommerspiele  | Ikaji Salum         |                   |
| 2000 in Sydney         | Sommerspiele  | Restituta Joseph    |                   |
| 2004 in Athen          | Sommerspiele  | Restituta Joseph    | Samwel Mwera      |
| 2008 in Peking         | Sommerspiele  | Fabiano Joseph      | Fabiano Joseph    |
| 2012 in London         | Sommerspiele  | Zakia Mrisho        | Zakia Mrisho      |
| 2016 in Rio de Janeiro | Sommerspiele  | Andrew Thomas Mlugu | Alphonce Simbu    |
| 2020 in Tokio          | Sommerspiele  | Volunteer           | Alphonce Simbu    |
| 2024 in Paris          | Sommerspiele  | Sophia Latiff       | Sophia Latiff     |
| 2024 in Paris          | Sommerspiele  | Andrew Thomas Mlugu | Collins Saliboko  |

Anmerkung: (EF) = Eröffnungsfeier, (AF) = Abschlussfeier

## Statistik
| Rang    | Sportart       | EF | AF | ∑  |
| ------- | -------------- | -- | -- | -- |
| 1       | Leichtathletik | 7  | 5  | 12 |
| 2       | Schwimmen      | 1  | 2  | 3  |
| 3       | Judo           | 2  | 0  | 2  |
| 4       | Boxen          | 1  | 0  | 1  |
| 4       | Volunteer      | 1  | 0  | 1  |
| Gesamt: | Gesamt:        | 12 | 7  | 19 |

| Rang                   | Sportart | EF | AF | ∑ |
| ---------------------- | -------- | -- | -- | - |
| bisher keine Teilnahme |          |    |    |   |
| Gesamt:                | Gesamt:  | 0  | 0  | 0 |

| Rang    | Sportart       | EF | AF | ∑  |
| ------- | -------------- | -- | -- | -- |
| 1       | Leichtathletik | 7  | 5  | 12 |
| 2       | Schwimmen      | 1  | 2  | 3  |
| 3       | Judo           | 2  | 0  | 2  |
| 4       | Boxen          | 1  | 0  | 1  |
| 4       | Volunteer      | 1  | 0  | 1  |
| Gesamt: | Gesamt:        | 12 | 7  | 19 |